# Felip Cirer i Costa
Felip Cirer i Costa (Eivissa, 1956) és un filòleg eivissenc llicenciat en filologia hispànica i diplomat en educació general bàsica per la Universitat de Barcelona. Catedràtic de llengua catalana i literatura, des de l’any 1982 ha estat professor d’ensenyament secundari en diferents instituts fins que es jubilà. Ha exercit diversos càrrecs dins l'Institut d’Estudis Eivissencs. És director de la revista Eivissa des de l’any 1992. Des del 1987 és membre del Consell Acadèmic de l'Institut d’Estudis Baleàrics. Ha estat també professor associat de la Universitat de les Illes Balears a la docència del Màster en Formació del Professorat.
Entre 1987 i 1989 fou regidor d’Educació i Cultura de l'Ajuntament d'Eivissa, formant part com a independent de l’equip de govern presidit pel batle Enric Mayans Tur del Partit Socialista Obrer Espanyol. Durant aquest temps posà en funcionament l'Arxiu Històric d’Eivissa, la Biblioteca Pública, el Patronat Municipal de Música i l’adquisició de Can Ventosa al Ministeri de Defensa.
Ha escrit nombrosos articles a diaris i revistes de les Pitiüses, com són Diario de Ibiza, La Prensa de Ibiza, La Paraula, Eivissa o l’almanac El Pitiús. L’any 1986 participà en el II Congrés Internacional de la Llengua Catalana, a l’àrea d’Ensenyament, amb una comunicació que porta per títol «La llatinització de la llengua catalana a les Pitiüses entre els estudiants que finalitzen l’ensenyament mitjà».
Ha publicat altres treballs com Els noms de família a un poble d’Eivissa: Sant Mateu d’Aubarca (1988). Ha estat guanyador del Premi Consell Insular de Recerca (1990) amb l’obra Buscastell. Des de la seva tasca docent ha coordinat treballs amb els alumnes com Rètols, que ha guanyat l’edició de 1994 del Premi de la Nit de Sant Joan. Aquest mateix any guanyà, juntament amb Xavier Guasch, el concurs Els Camins i les Imatges de l’Arxiduc en la modalitat de vídeo, amb el treball De Vila a la Serra de sa Font de sa Pega i Corona. Una ruta literària amb l’Arxiduc. L’any 1997 guanyà ex aequo la primera edició del Premi d’Investigació Històrica Vuit d’Agost, convocat pel Consell Insular d'Eivissa, amb l’obra El convent dels Pares Dominics d’Eivissa. Introducció, estudi i transcripció d’un manuscrit de 1765, publicada l’any 1998.
Per encàrrec de l’Institut d’Estudis Eivissencs té cura de l’edició de les obres completes de Joan Castelló Guasch. L’any 1999 fou nomenat director de l'Enciclopèdia d’Eivissa i Formentera. El Govern de les Illes Balears li atorgà el premi Ramon Llull 2017 i el 2000 l'Obra Cultural Balear el guardonà amb el premi Josep Maria Llompart dels premis 31 de Desembre.

## Obres
- Els noms de família a un poble d’Eivissa: Sant Mateu d’Aubarca (1988).[1]
- Buscatell (1990).[1]
- El Pare Antoni Guasch i Bufí, apòstol de Guaraní (1991) amb mossèn Antoni Costa Bonet.[1]
- Pràctiques de Català Administratiu (1992).[1]
- De Vila a la Serra de sa Font de sa Pega i Corona. Una ruta literària amb l’Arxiduc (1994).[1]
- El convent dels Pares Dominics d’Eivissa. Introducció, estudi i transcripció d’un manuscrit de 1765 (1998).[1]
- «Rondallística a les Pitiüses» a Curs d'introducció a la literatura popular de les Illes Pitiüses (2000).[4]
- El seu record avança per la deserta nit dels joves (converses amb Marià Villangómez) (2003).[4]
- Restaurant Ca N'Alfredo 1934-2018 (2018) amb Aisha Bonet.[5]
- Història d'Eivissa i Formentera des de la prehistòria fins al turisme de masses (2019), amb Benjamín Costa Ribas i Antoni Ferrer Abárzuza.[4]
- Sant Joan de Labritja un municipi d'Eivissa 1900-1936 (2021).[4]